# Liste der Museen in Oberhausen
Die Liste der Museen in Oberhausen beschreibt die Museen in Oberhausen, die unter anderem Kunst, Industriegeschichte und Heimatgeschichte zum Gegenstand haben.

## Liste
| Museum                            | Ortsteil     | Beschreibung | Bild                    |
| --------------------------------- | ------------ | --- | ----------------------- |
| LVR-Industriemuseum               |              | |                         |
| Ludwig Galerie Schloss Oberhausen |              | |                         |
| St.-Antony-Hütte                  | Klosterhardt | Außenstelle des LVR-Industriemuseums. |                         |
| Museum Eisenheim                  |              | Siedlung Eisenheim |                         |
| Sterkrader Radio-Museum           |              | [ 1 ] |                         |
| Bunkermuseum                      |              | Kleines Museum über den zivilen Luftschutz im ehemaligen Knappenbunker mit Dauerausstellung "HeimatFront – Vom "Blitzkrieg" in Europa zum Luftkrieg an der Ruhr". Geöffnet Mi + So 11:00 – 18:00 Uhr, Feiertags geschlossen. (Sommer- + Winterpause beachten.) | Bunkermuseum Oberhausen |
| Emscherkunst                      |              | Kunstausstellung im öffentlichen Raum. Informationszentrum im Haus Ripshorst. |                         |